# Meuschenia galii
Meuschenia galii är en fiskart som först beskrevs av Edgar Ravenswood Waite 1905.  Meuschenia galii ingår i släktet Meuschenia och familjen filfiskar. Inga underarter finns listade i Catalogue of Life.